# NGC 2834
NGC 2834 (również PGC 26400) – galaktyka eliptyczna (E?), znajdująca się w gwiazdozbiorze Rysia. Odkrył ją 13 marca 1850 roku George Stoney – asystent Williama Parsonsa.